# Otkrytie Arena
L'Otkrytie Arena (en russe : Открытие Арена), aussi appelé Stade du Spartak, est un stade polyvalent situé à Moscou, Russie. Principalement utilisé pour le football, les deux clubs du FK Spartak Moscou et du Spartak GM y sont domiciliés.
C'est l'un des stades qui ont accueilli la Coupe du monde de football de 2018. Sa capacité est de 45 360 places.

## Histoire
Initialement prévu pour 35 000 places, sa capacité a finalement été augmentée. Le financement de l'enceinte est supporté par Léonid Fedoun via sa compagnie Lukoil. Le stade est construit sur le site de l'ancien aéroport de Touchino. 
Jusqu'en 2019, le Stade du Spartak est nommé Otkrytie Arena à partir du nom de son sponsor Otkritie Holding, société mère de la banque Otkritie.

## Événements
- Park Live Festival, 2015 et 2016
- Coupe des confédérations 2017
- Coupe du monde de football de 2018

## Matchs de compétitions internationales
Coupe des confédérations 2017
| Date           | Tour            | Equipe 1 | Score            | Equipe 2  | Spectateurs |
| -------------- | --------------- | -------- | ---------------- | --------- | ----------- |
| 18 juin 2017   | Groupe B        | Cameroun | 0 - 2            | Chili     | 33 492      |
| 21 juin 2017   | Groupe A        | Russie   | 0 - 1            | Portugal  | 42 759      |
| 25 juin 2017   | Groupe B        | Chili    | 1 - 1            | Australie | 33 639      |
| 2 juillet 2017 | Troisième place | Portugal | 2 - 1 (prolong.) | Mexique   | 42 659      |

Coupe du monde 2018
| Date           | Tour           | Équipe 1  | Score       | Équipe 2   | Spectateurs |
| -------------- | -------------- | --------- | ----------- | ---------- | ----------- |
| 16 juin 2018   | Groupe D       | Argentine | 1 - 1       | Islande    | 44 109      |
| 19 juin 2018   | Groupe H       | Pologne   | 1 - 2       | Sénégal    | 44 190      |
| 23 juin 2018   | Groupe G       | Belgique  | 5 - 2       | Tunisie    | 44 190      |
| 27 juin 2018   | Groupe E       | Serbie    | 0 - 2       | Brésil     | 44 190      |
| 3 juillet 2018 | 1/8e de finale | Colombie  | 1 - 1 (3-4) | Angleterre | 44 190      |

## Services pour les spectateurs
Il y a un service de l'aide en navigation fourni par les volontaires, des consignes, l'enregistrement des enfants, un bureau des objets trouvés. Pour les personnes aux possibilités limitées, il y a deux secteurs de 50 places chacun. Cette partie de l'arène est munie de rampes et d'ascenseurs.

## Sécurité au stade
Vers la Coupe du monde 2018, le stade a été équipé en systèmes de vidéosurveillance, d'identification des supporteurs et en matériel de filtrage. Les mesures de sécurité ont été élaborées par le Comité d'organisation de la Coupe du Monde 2018, par le Ministère de l'intérieur et le Service fédéral de sécurité en collaboration avec les services du stade.

## Galerie

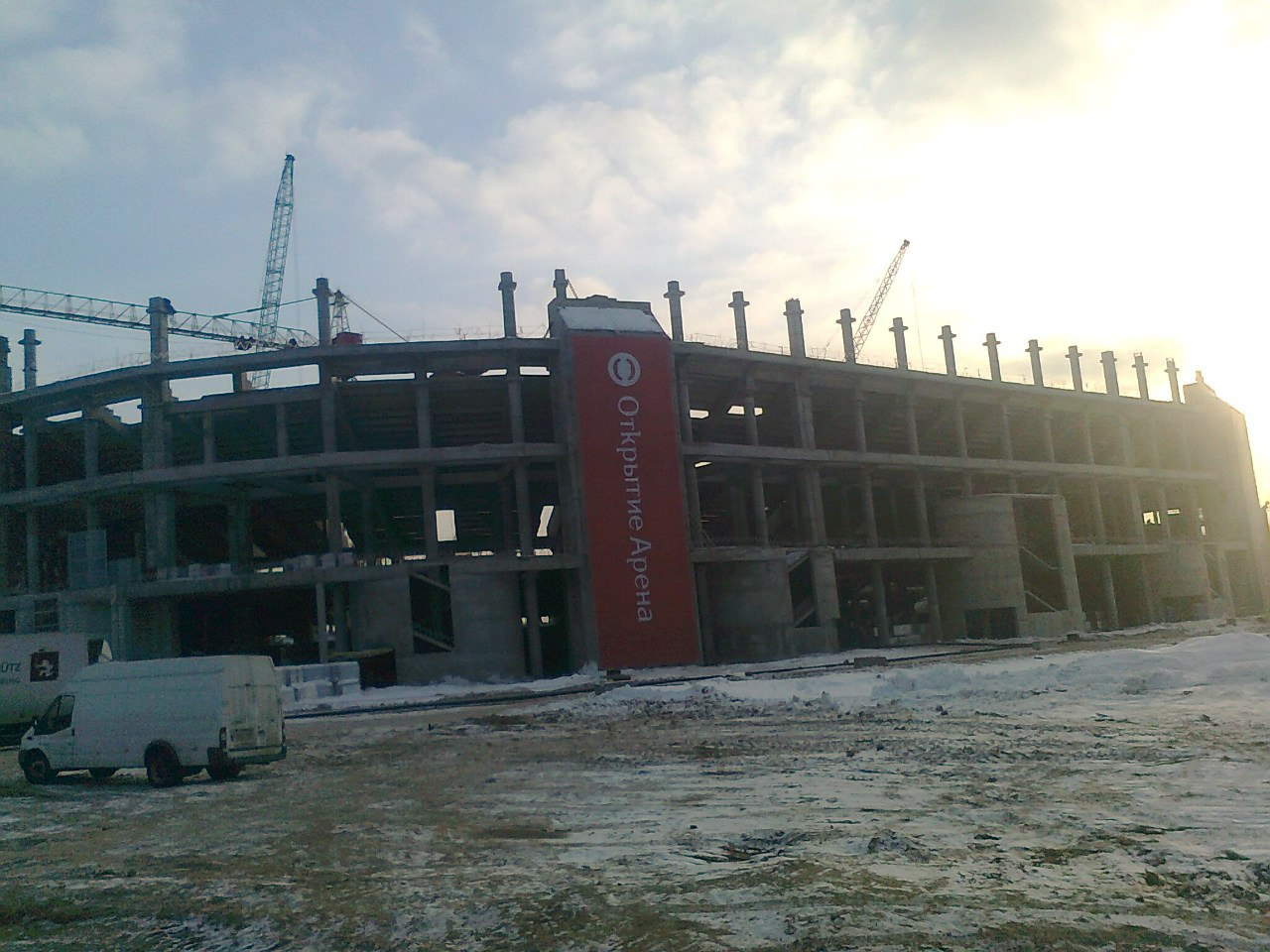
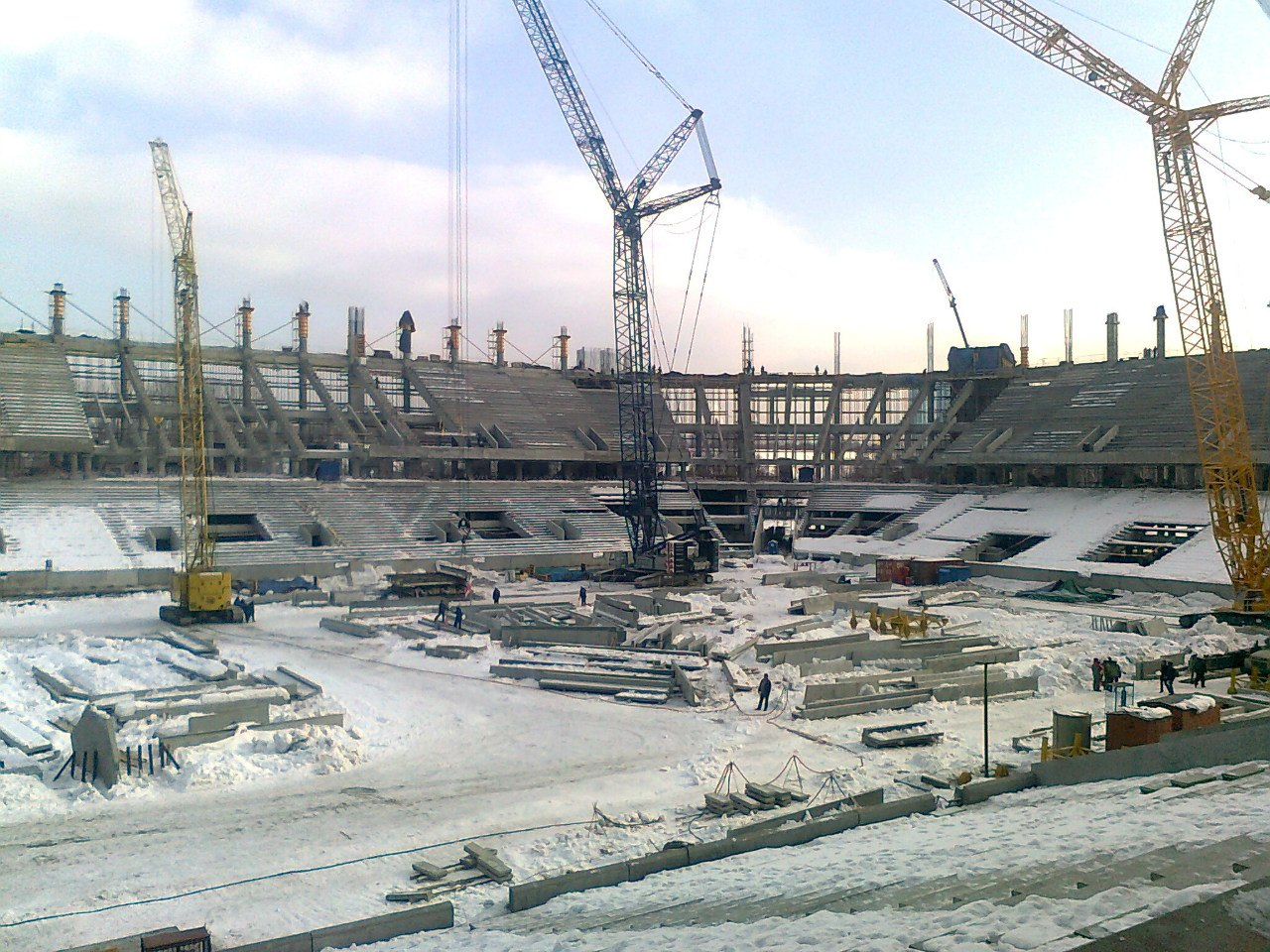
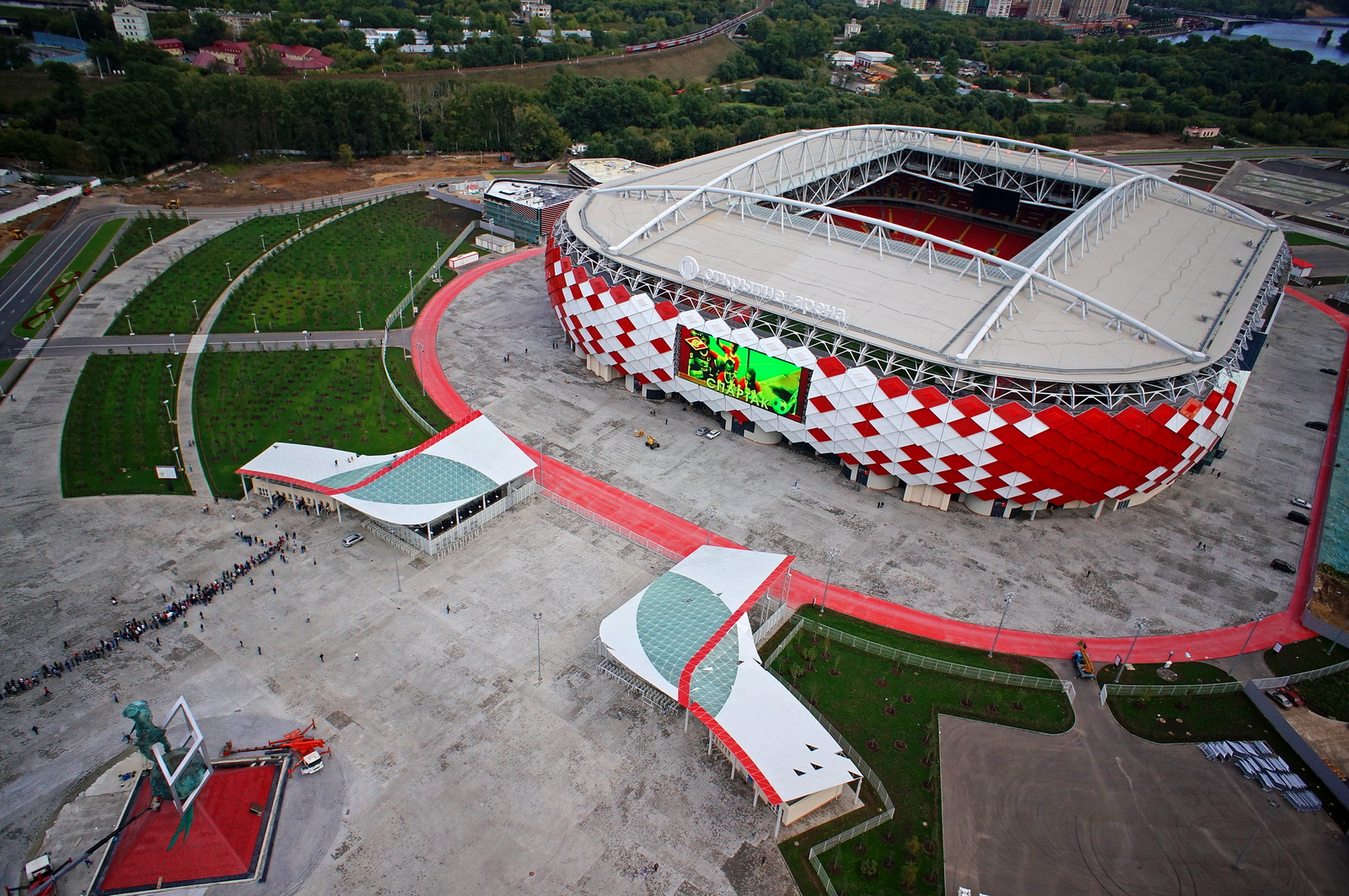
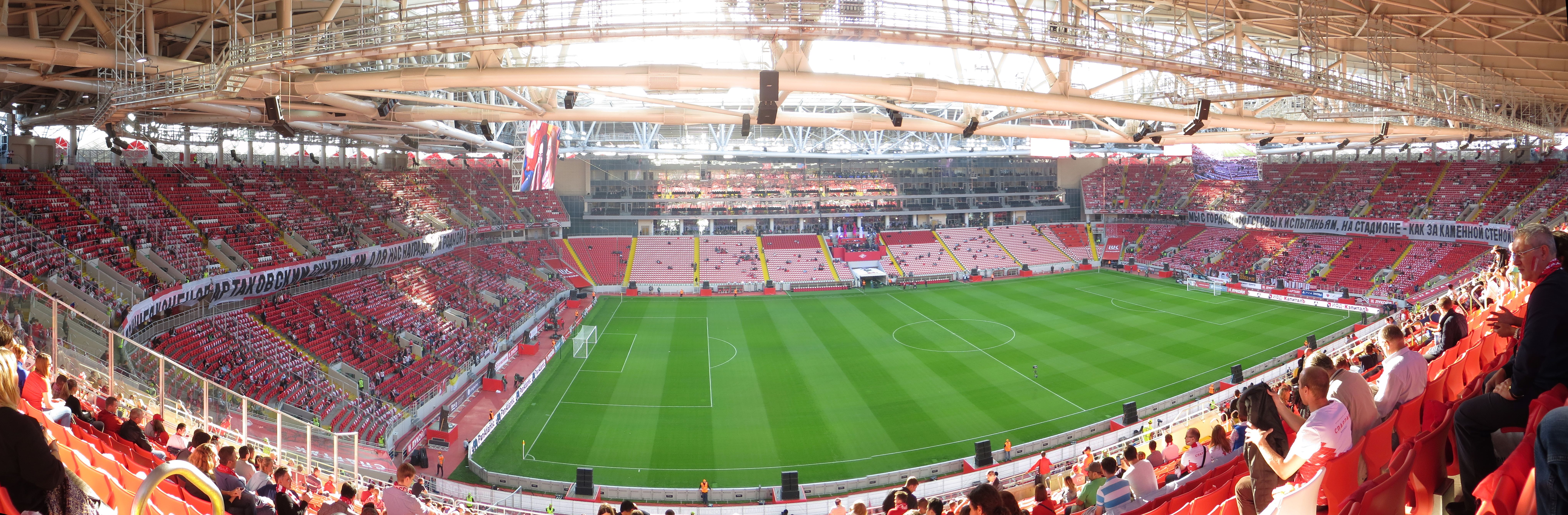
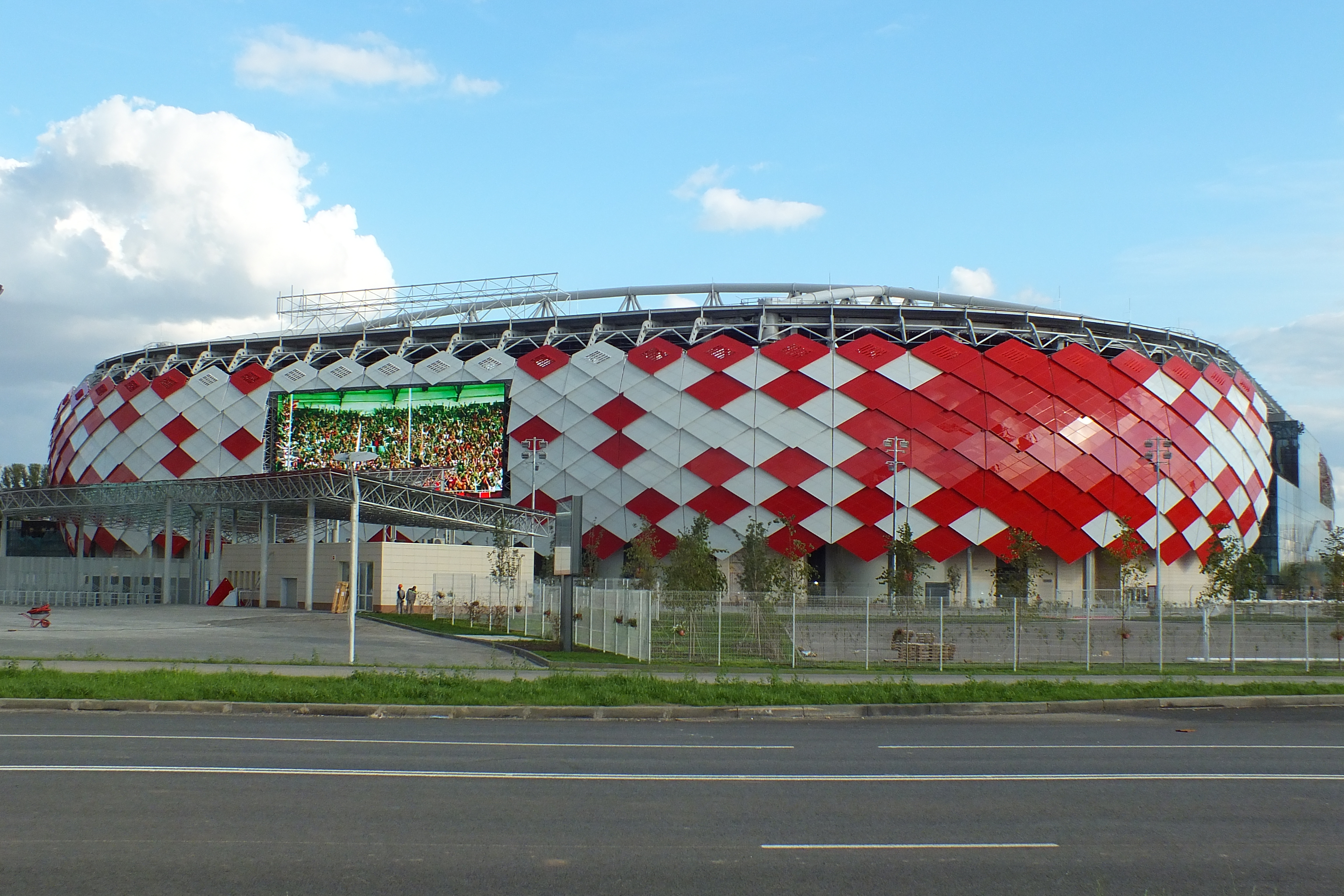
23 Août 2014
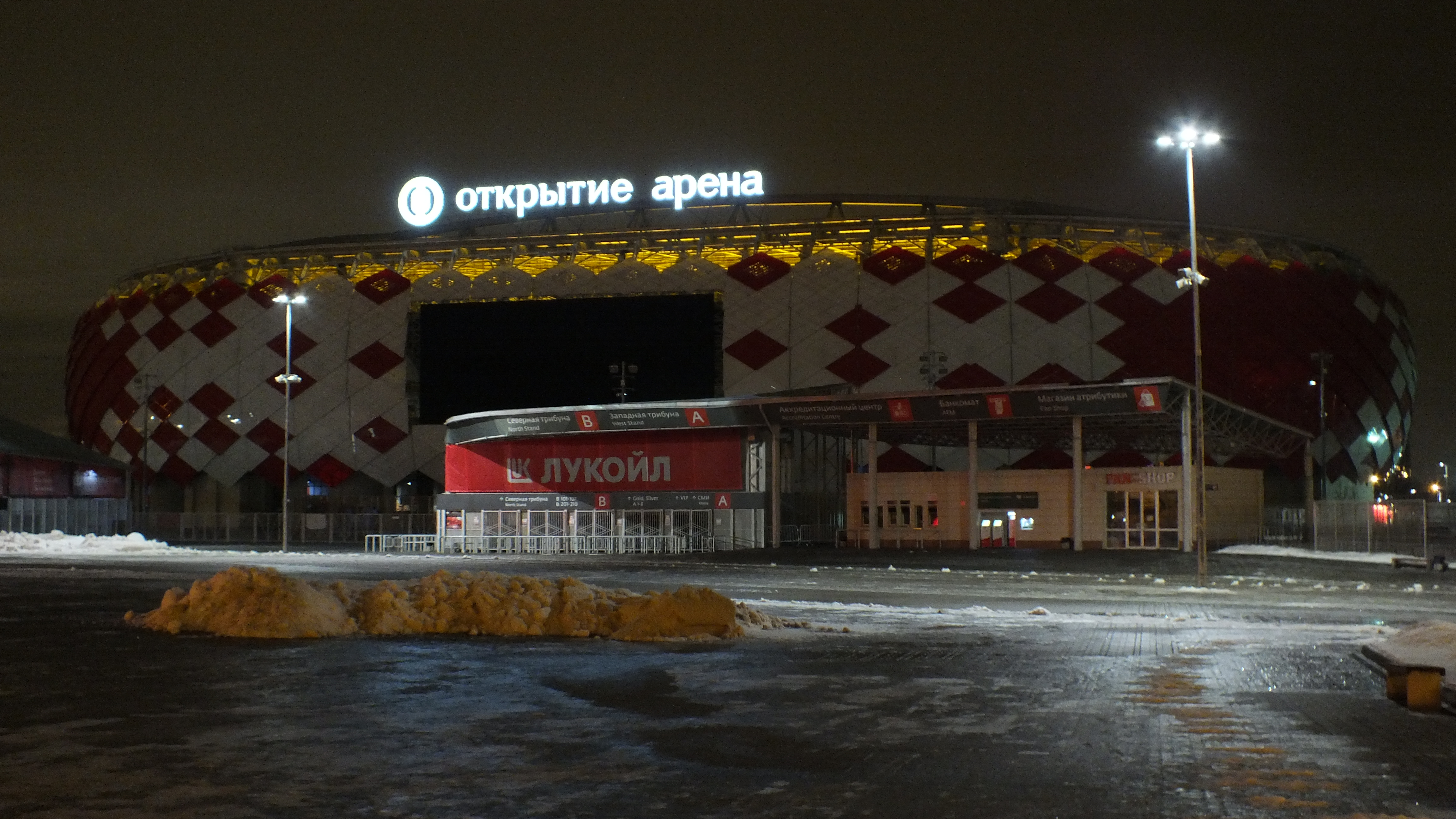
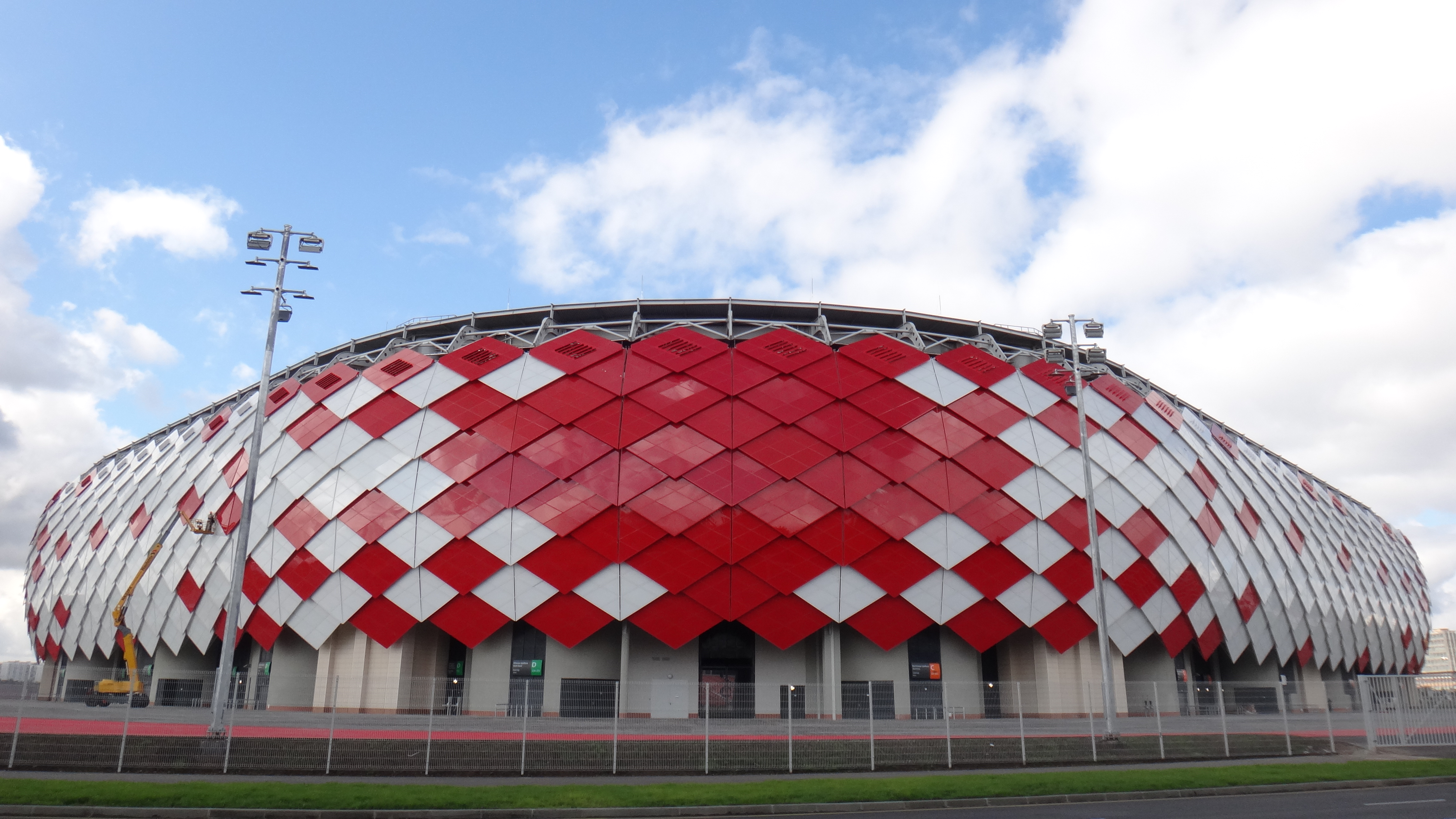
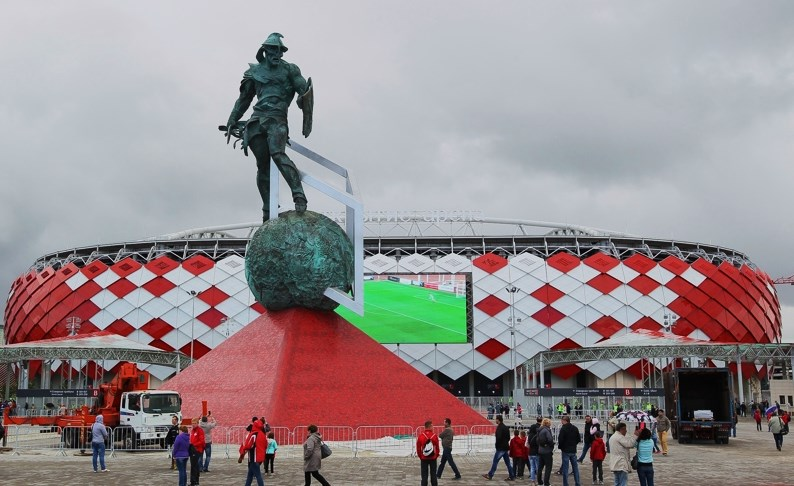
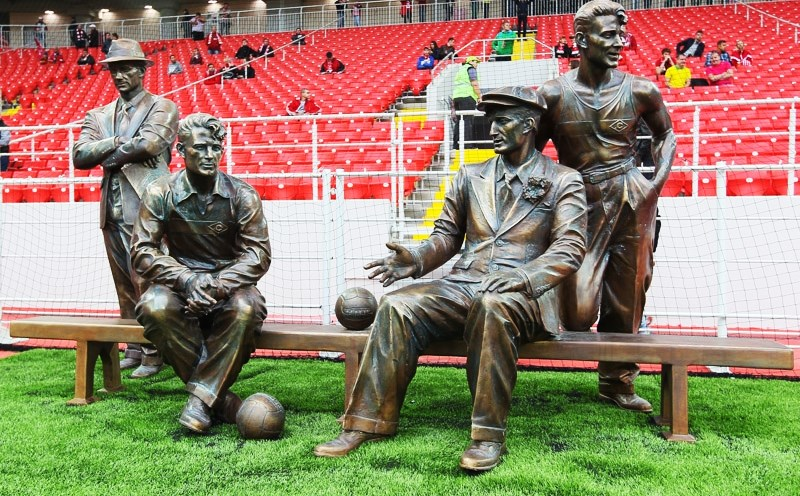
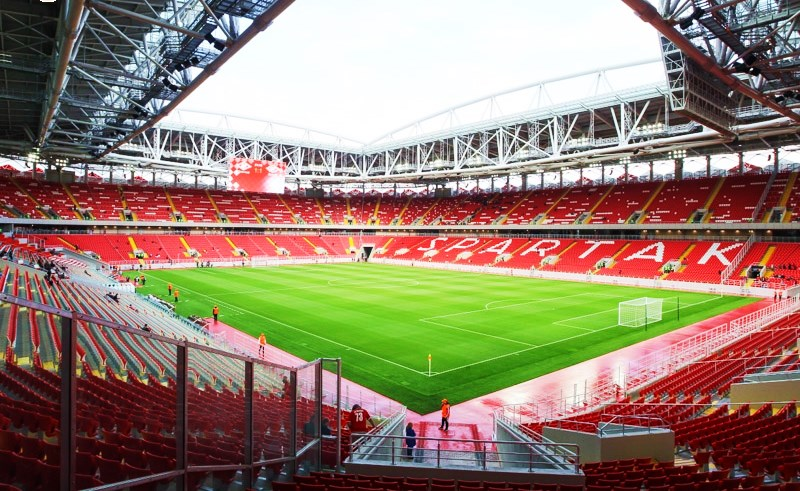
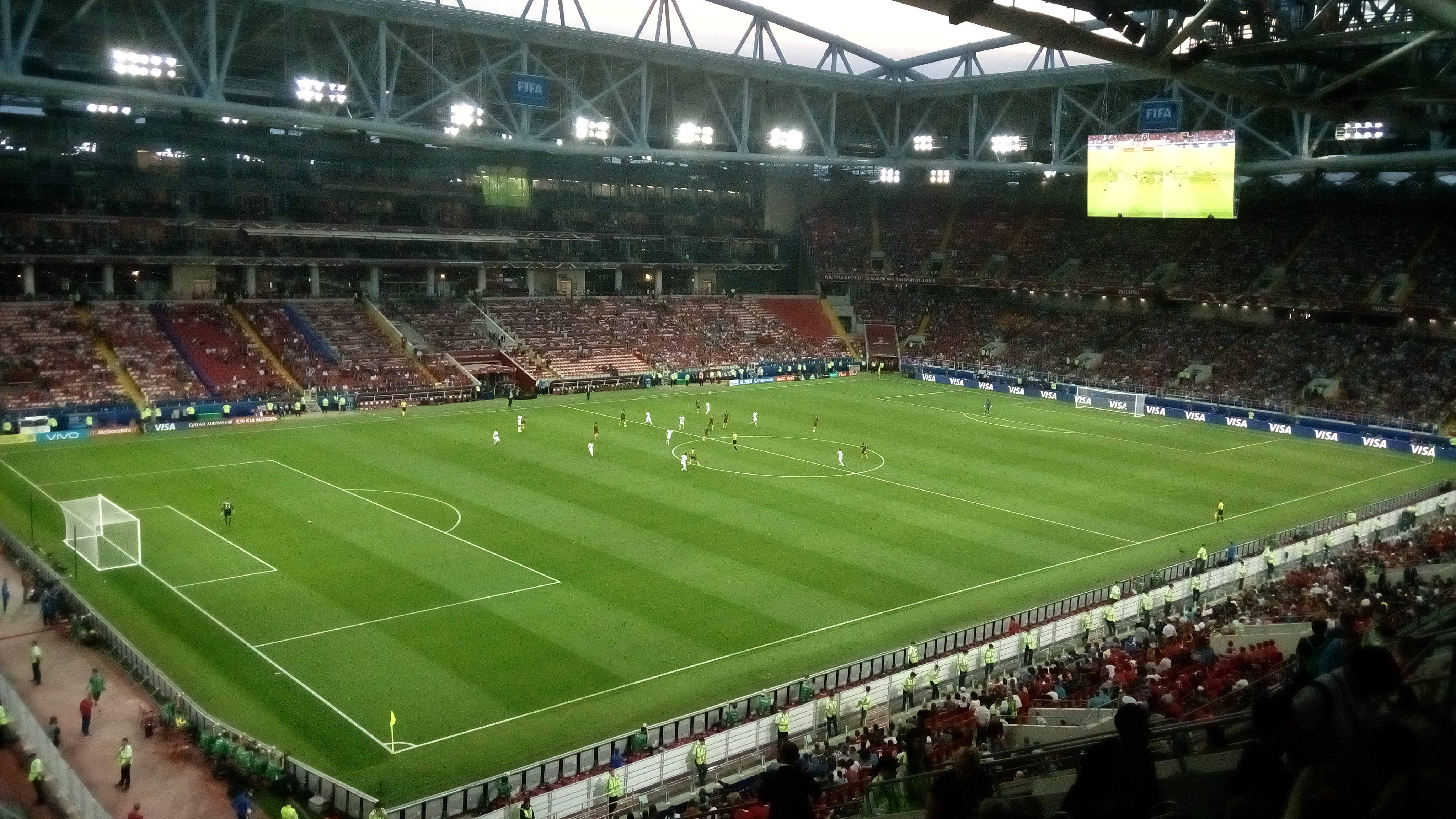